# Rafa Latorre
Rafael Latorre García (Pontevedra, 26 de junio de 1981) es un periodista y locutor de radio español.

## Trayectoria
Licenciado en Periodismo. Sus inicios profesionales se sitúan en la prensa escrita concretamente, en el periódico de su ciudad natal, Diario de Pontevedra. No obstante, pronto daría el salto a la radio, medio en el que ha desarrollado la mayor parte de su carrera profesional.
Comenzó trabajando en los servicios informativos de la Cadena COPE. En 2004 es fichado para formar parte del equipo fundador de Punto Radio. Donde asumió la tarea de Jefe de Sociedad, Jefe de Internacional y corresponsal diplomático. Fue enviado especial a más de una veintena de países y cubrió como reportero todo tipo de acontecimientos informativos, como las campaña electoral de Barack Obama en 2008, la Cumbre de Cambio Climático de Bali, la desconexión de Gaza y diversas cumbres y procesos electorales. En 2009 fue nombrado subdirector del conocido programa Protagonistas, con Félix Madero y Luis del Olmo.
Además de una radio, contribuyó a fundar una televisión, como Director de Contenidos de Non Stop People, y un diario digital, como subdirector de ZoomNews. Fue columnista en El Español desde su primer número y en septiembre de 2017 fichó por El Mundo, periódico en el que escribe en la actualidad. En este diario tiene una columna habitual llamada Correr la Milla.
En 2015 comenzó a colaborar en la emisora Onda Cero, en el espacio Más de uno, de Carlos Alsina. En el mismo, realizaba a diario un resumen de prensa en la sección La España que madruga bajo el pseudónimo de Gallo Latorre y participaba asiduamente como analista político en la tertulia posterior.
Es autor de 'Habrá que jurar que todo esto ha ocurrido', editado por La Esfera de los Libros en 2018, una crónica del procés y del autosacrificio catalán en la que augura, antes incluso de que comenzara el juicio de los independentistas en el Supremo, que un pacto político impondría la amnesia sobre los graves sucesos de Cataluña.
Desde el 1 de septiembre de 2022 presenta y dirige el programa nocturno La brújula de la misma cadena, en sustitución de Juan Ramón Lucas.